# Buit del Bover
El buit del Bover o el Gran Buit és una gegantina i quasiesfèrica regió de l'espai que conté molt poques galàxies. Es troba a la rodalia de la constel·lació del Bover, d'on pren el nom. El seu centre està localitzat aproximadament en ascensió recta 14h 20m  i declinació 26° 0′ 0″.Coordenades:  14h 20m 0s; +26° 0′ 0″

## Descripció
Amb un diàmetre de gairebé 250 milions d'anys llum, o un volum de gairebé 236 000 Mpc3, el buit del Bover és un dels buits més grans que es coneixen en l'univers, i ens referim a ell com un superbuit. El seu descobriment va ser publicat per Robert Kirshner i altres investigadors en 1981, com a part d'una publicació sobre el desplaçament cap al roig galàctic.
Altres astrònoms van descobrir aviat que el buit conté algunes galàxies. En 1987, J. Moody, Robert Kirshner, G. MacAlpine, i S. Gregory van publicar la seva troballa de vuit galàxies en el buit. M. Strauss i John Huchra van anunciar el descobriment de tres galàxies més llunyanes en 1988, i Greg Aldering, G. Bothun, Robert P. Kirshner, i Ron Marzke van anunciar el descobriment de quinze galàxies en 1989. Per 1997, se sap que el buit del Bover conté 60 galàxies.
D'acord amb l'astrònom Gregory Scott Aldering, l'escala del buit és tal que "si la Via Làctia hagués estat al centre del Buit del Bover, no ens hauríem adonat que hi havia altres galàxies fins a la dècada dels 60."
Els Supercúmuls d'Hèrcules formen part de la vora propera del buit.

## Teories
S'ha teoritzat que el buit del Bover es va formar a causa de la unió de buits més petits, igual que bombolles de sabó s'uneixen i formen una més gran. Això avalaria el petit nombre de galàxies que habiten en una petita i fina regió amb forma de tub que discorre per mig del buit.